# Pacsirta
Pacsirta è un film del 1963 diretto da László Ranódy. Tra gli interpreti, alcuni dei nomi più noti della cinematografia ungherese; il film, in concorso a Cannes 1964, si portò a casa il premio per il miglior attore vinto da Antal Páger ex aequo con Saro Urzì per Sedotta e abbandonata.

## Produzione
Il film fu prodotto dalla Hunnia Filmgyár.

## Riconoscimenti
Nel 1964, fu presentato in concorso al 17º Festival di Cannes, dove Antal Páger vinse il premio per la miglior interpretazione maschile.